# Liogenys denticulata
Liogenys denticulata är en skalbaggsart som beskrevs av Moser 1918. Liogenys denticulata ingår i släktet Liogenys och familjen Melolonthidae. Inga underarter finns listade i Catalogue of Life.